# Sindikat pravosudne policije Hrvatske
Sindikat pravosudne policije Hrvatske (www.spph.hr) je nezavisna, samostalna, dobrovoljna udruga službenika i namještenika Ministarstva pravosuđa. SPPH djeluje na načelima demokratskog zastupanja i demokratskog očitovanja volje članova pod uvjetima utvrđenim ovim Statutom. 
Dobrovoljnost pristupanja i istupanja iz SPPH, neovisnosti od poslodavaca i njihovih udruga, vlasti, političkih stranaka, vjerskih zajednica i drugih zajednica i drugih organizacija. Demokratičnosti izbora i odgovornosti tijela i dužnosnika, javnosti rada, samostalnosti glede uređenja unutarnjeg ustroja, programa, izbora i razrješenja tijela i dužnosnika, radničke i sindikalne solidarnosti, te poštovanja temeljnih ljudskih i sindikalnih prava i slobode. 
Djelovanje SPPH temelji se na zaštiti i promicanju socijalno – gospodarskih i radnih prava radnika u navedenoj djelatnosti. Javnost rada ostvaruje se davanjem obavijesti o radu SPPH na web stranicama SPPH, na oglasnim pločama: u zatvorima, kaznionicama, odgojnom zavodu i zatvorskoj bolnici, u tisku i drugim zainteresiranim medijima. SPPH djeluje samostalno u zastupanju i borbi za ostvarivanje prava i interesa svog članstva koristeći sve legalne i međunarodno prihvaćene metode i sredstva sindikalnog pritiska i borbe, a može se udruživati u udrugu više razine radi jednostavnijeg zastupanja svog članstva u ostvarivanju zajedničkih interesa i ciljeva.
Osnovna svrha i zadaci SPPH su:
- sklapanje Kolektivnih ugovora u ime i za račun svojih članova
- poboljšanje općih uvjeta rada članova
- zaštita materijalnih i socijalnih interesa članova
- zaštita prava iz radnog odnosa (individualnih i kolektivnih) posebno u pogledu plaća, zaštite na radu, socijalne i zdravstvene zaštite
- osposobljavanje članstva, povjerenika i radničkih predstavnika
- promicanje socijalne politike i očuvanje stečenih socijalnih prava
- demokratizacija gospodarstva i društva u cijelosti
- unapređenje zaštite prava na radu i u svezi s radom